# دوغ إنجلش
دوغ إنجلش (بالإنجليزية: Doug English)‏ هو لاعب كرة قدم أمريكية أمريكي، ولد في 25 أغسطس 1953 في دالاس في الولايات المتحدة.

## وصلات خارجية
- دوغ إنجلش على موقع مرجع كرة القدم المحترفة.كوم (الإنجليزية)